# Hieracium linguans
Hieracium linguans es una especie de planta con flor del género Hieracium, de la familia Asteraceae, orden Asterales.

## Distribución
Hieracium linguans se distribuye por Gales.

## Taxonomía
Fue descrita científicamente por (Zahn) Roffey.